# Sumaré
Sumaré är en stad och kommun i Brasilien och ligger i delstaten São Paulo. Den är en förortskommun till Campinas, och folkmängden uppgick år 2014 till cirka 262 000 invånare.

## Administrativ indelning
Kommunen var år 2010 indelad i två distrikt:
- Nova Veneza
- Sumaré